# Cuggiono
Cuggiono település Olaszországban, Lombardia régióban, Milánó megyében. Lakosainak száma 8106 fő (2023. január 1.). Cuggiono Arconate, Bernate Ticino, Buscate, Castano Primo, Galliate, Mesero, Robecchetto con Induno és Inveruno községekkel határos.

## Népesség
A település lakossága az elmúlt években az alábbi módon változott:
| Lakosok száma | 8243 | 8266 | 8290 | 8106 |
|               | 2013 | 2017 | 2018 | 2023 |